# Isabel Fraire
Isabel Fraire (Monterrey, Nuevo León, 8 de dezembro de 1931 - Cidade do México, 5 de abril de 2015), foi uma destacada crítica literária, tradutora e poeta mexicana.

## Biografia
Cursou seus estudos profissionais na Faculdade de Filosofia e Letras da Universidade Nacional Autónoma de México, na que também deu classes de literatura. Faleceu a 5 de abril de 2015 na Cidade de México.

## Obra
Isabel Fraire dirigiu várias oficinas de poesia, colaborou em Katarsis (Monterrey), Revista da Universidade de México, Na Semana de Belas Artes, Processo, Diálogos, Plural. Sempre!, México na Cultura, Sábado e Revista Mexicana de Literatura e Processo.

### Publicações
Sua obra também foi reunida em publicações como a antologia Poesia em movimento, realizada por Octavio Paz, Alí Chumacero, José Emilio Pacheco e Homero Aridjis em 1966. Dirigiu várias oficinas de poesia, além de que traduziu escritores como T. S. Eliot, Wallace Stevens e Ezra Pound
- 15 poemas (1959)
- Sólo esta luz (1969)
- Seis poetas de la lengua inglesa (1974)
- Isabel Fraire, poems(1975)
- Poemas en el regazo de la muerte (1977)
- Un poema de navidad para Alaíde Foppa (1982)
- Puente colgante. Poesía reunida (1997)
- Kaleidoscopio insomne. Poesía reunida (2004)

## Prémios e reconhecimentos
Isabel Fraire foi reconhecida pela Fundação Guggenheim em 1977 e em 1978 recebeu o Prémio Xavier Villaurrutia.